# Brinkebergskulle sluss

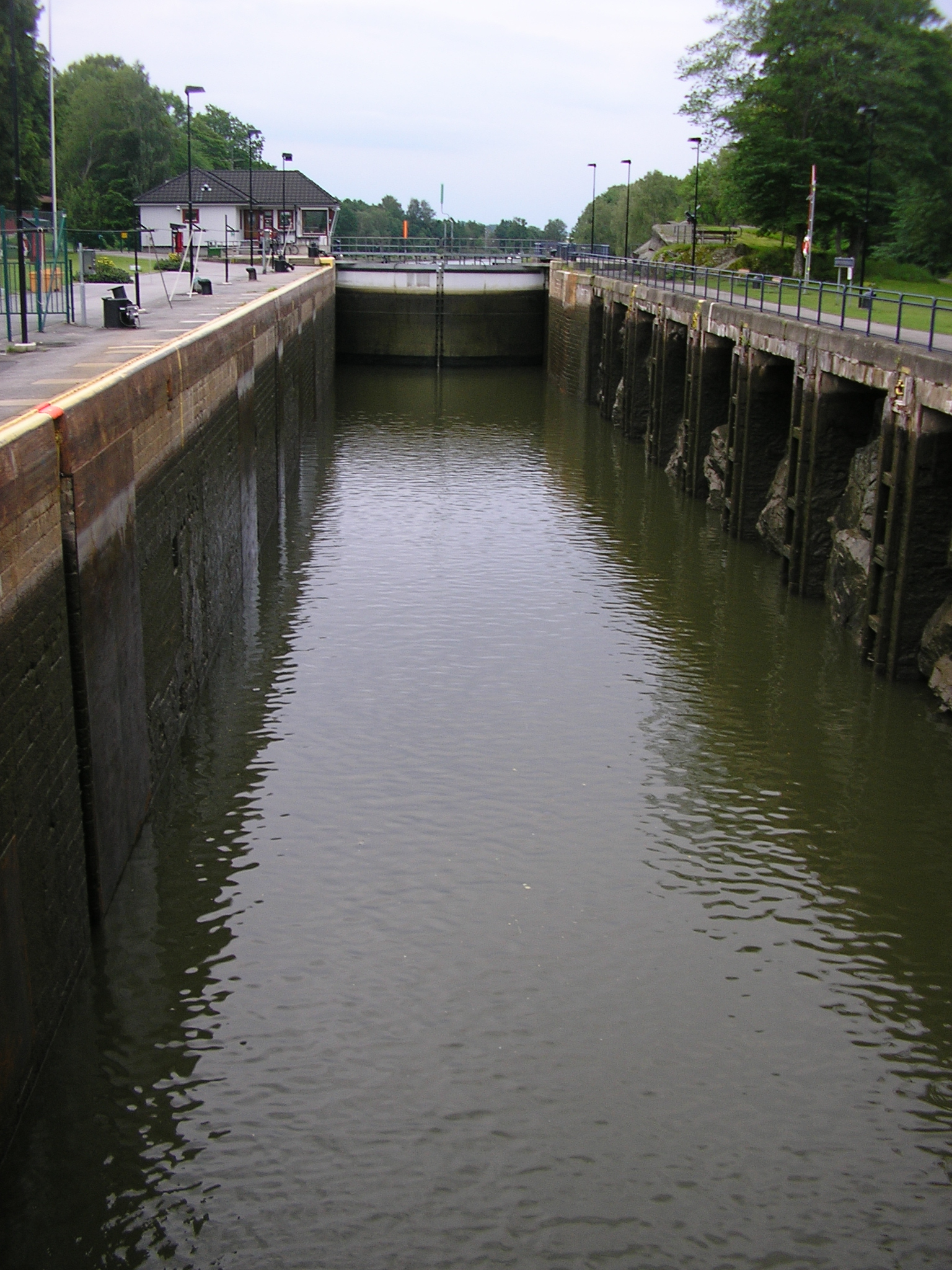
Slussen.

Brinkebergskulle sluss är en sluss i Vänersborgs kommun. Slussen förbinder Karls grav, som är en grävd förlängning av Vänerviken Vassbotten, med Göta älv, nordost om Trollhättan. 
Brinkebergskulle sluss var färdigställd 1752 och konstruerades av vetenskapsmannen Christopher Polhem. Polhem fick även uppdraget att ordna en slussled förbi Trollhättefallen, Polhems slussled. Den nya, nuvarande slussen vid Brinkebergskulle blev färdigställd 1916 och trafikeras idag årligen av 3500 fritidsbåtar och ungefär lika många lastbåtar. Den nya slussen är 88 meter lång, 13.2 meter bred och 5.4 meter djup. Lyfthöjden är 6 m och Vänerns nivå över havet är här 43.8 meter. Brinkebergskulle sluss är den första slussen i Göta älv, sett från Vänern.
Slussen ingår i Trollhätte kanal och drivs av Sjöfartsverket.

## Galleri

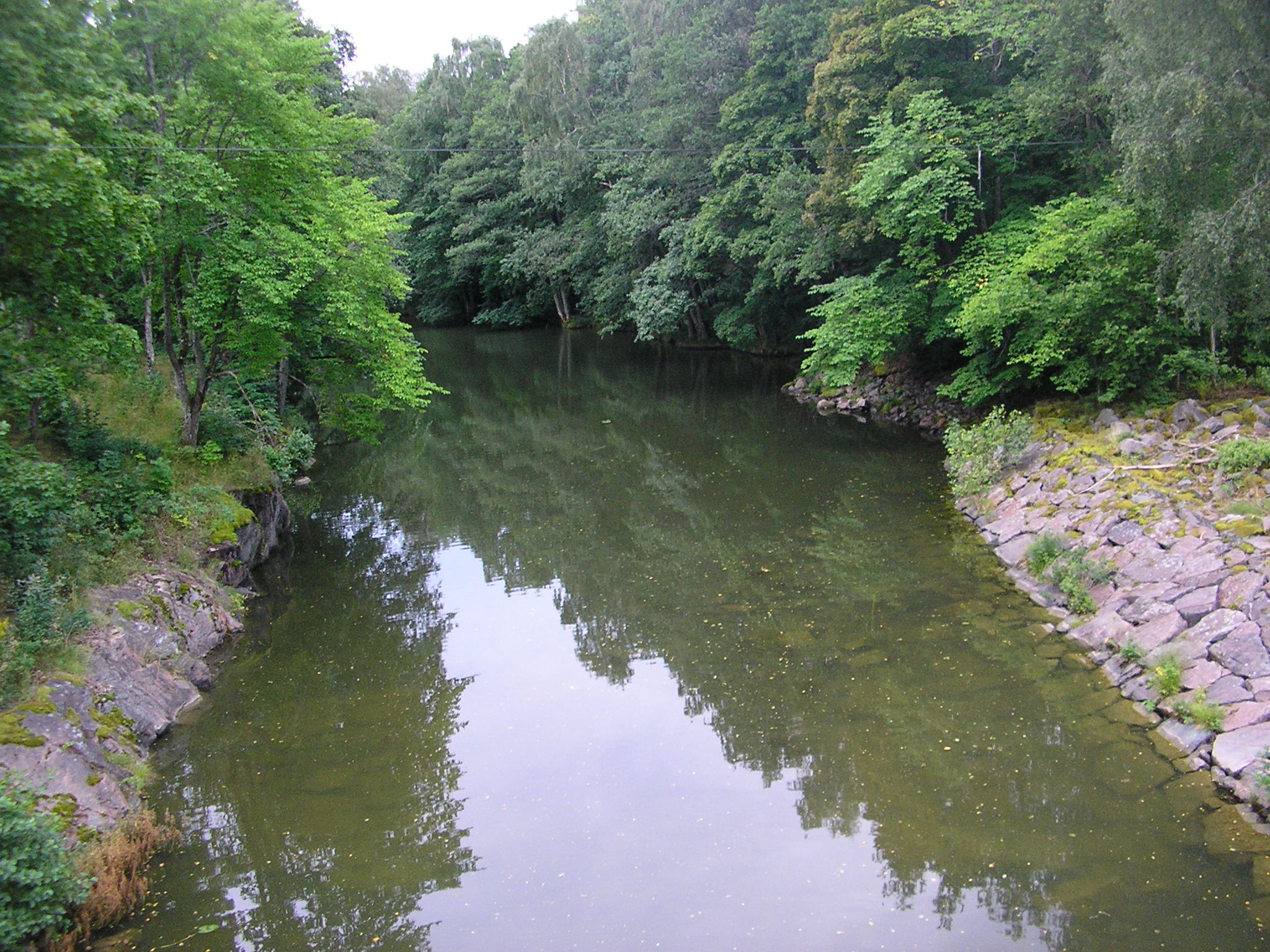
Gamla slusskanalen.
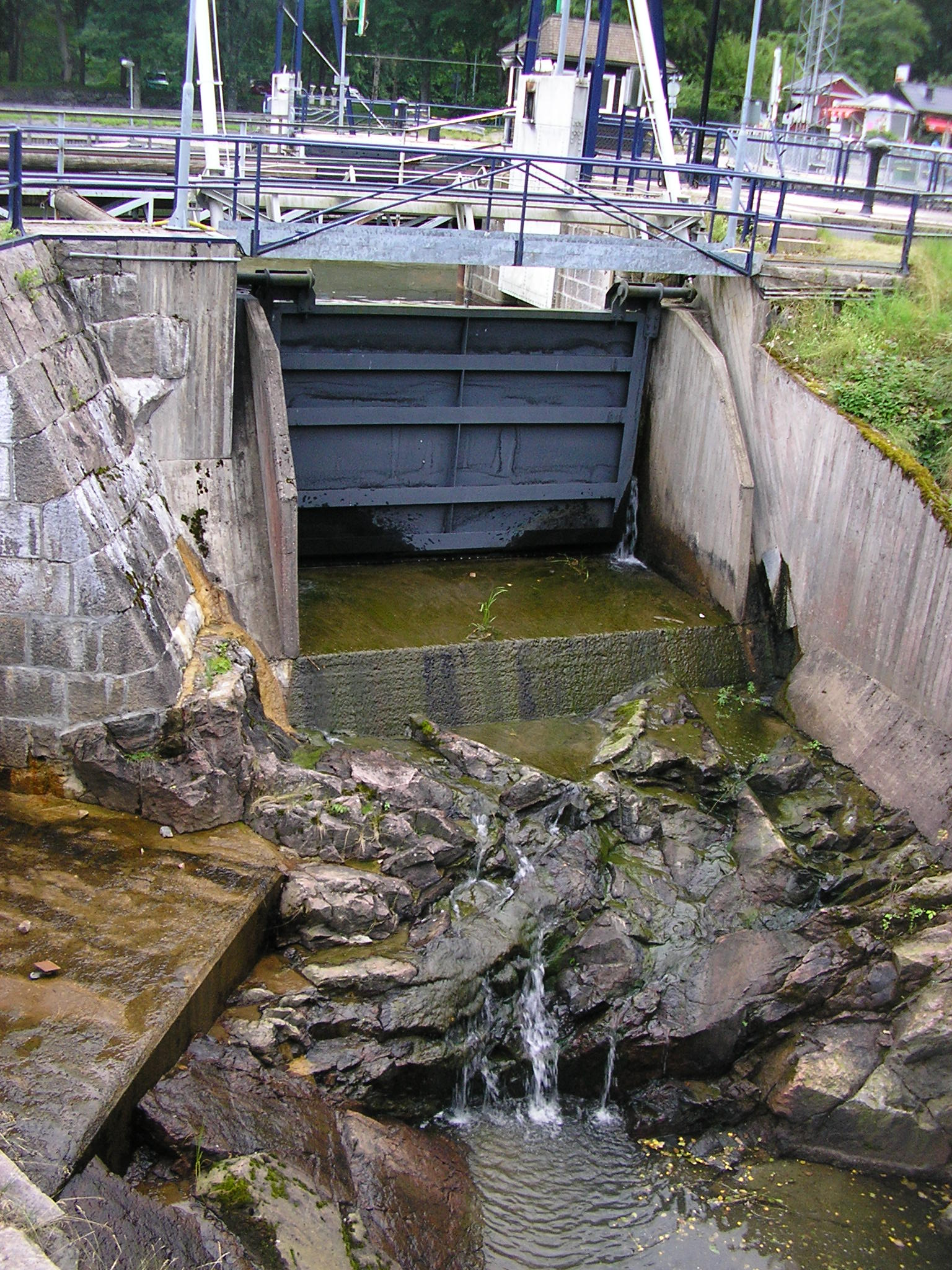
Bräddavlopp/isutskov.
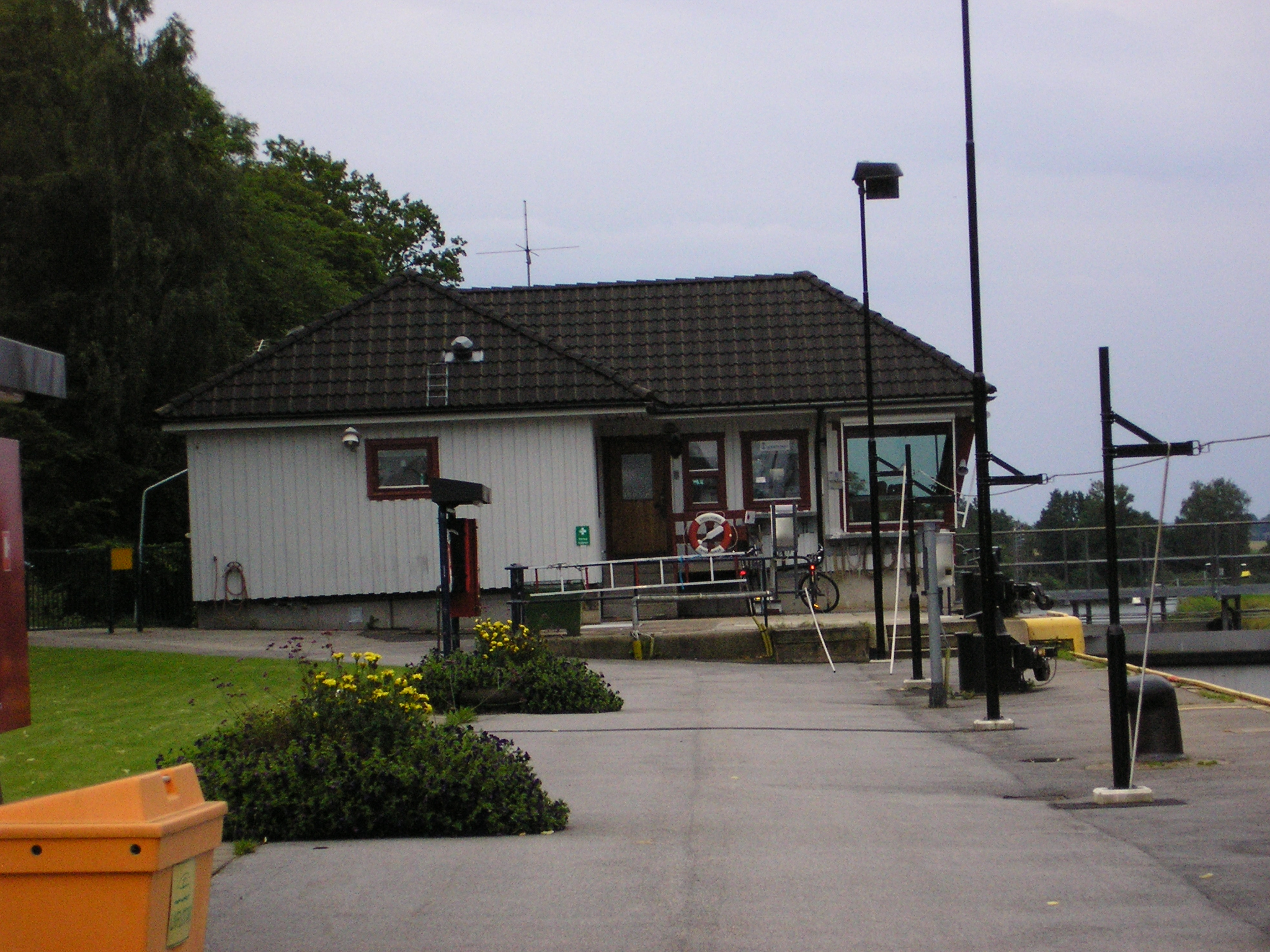
Slusskontoret.